# Stazione di Scarlino
Stazione di Scarlino vasútállomás Olaszországban, Scarlino településen.

## Vasútvonalak
Az állomást az alábbi vasútvonalak érintik:
- Pisa–Róma-vasútvonal

## Kapcsolódó állomások
A vasútállomáshoz az alábbi állomások vannak a legközelebb:
- Stazione di Gavorrano
- Stazione di Follonica